# Lycée interdépartemental de Vindoulou
Le lycée interdépartemental de Vindoulou est un établissement public d'enseignement secondaire situé dans la ville de Pointe-Noire, en république du Congo.

## Inauguration
Le lycée a été inauguré en janvier 2022 en présence du Premier ministre Anatole Collinet Makosso

## Situation géographique
Il est situé dans le quartier de Vindoulou, dans le quatrième arrondissement de Pointe-Noire, Mongo-MPoukou. L’emplacement a été choisi pour desservir plusieurs départements, d’où le qualificatif d’« interdépartemental » dans son nom. Il permet de réduire la pression sur les autres établissements scolaires et favorise une meilleure mixité sociale et géographique des élèves.

## Infrastructures
L'établissement comprend quatre bâtiments de type R+2 (rez-de-chaussée plus deux étages). Trois de ces bâtiments abritent des salles de classe, tandis que le quatrième est destiné à l’internat. En outre, le lycée dispose d’une bibliothèque numérique et de plusieurs aires de jeu.